# 압드 알라흐만 알수피

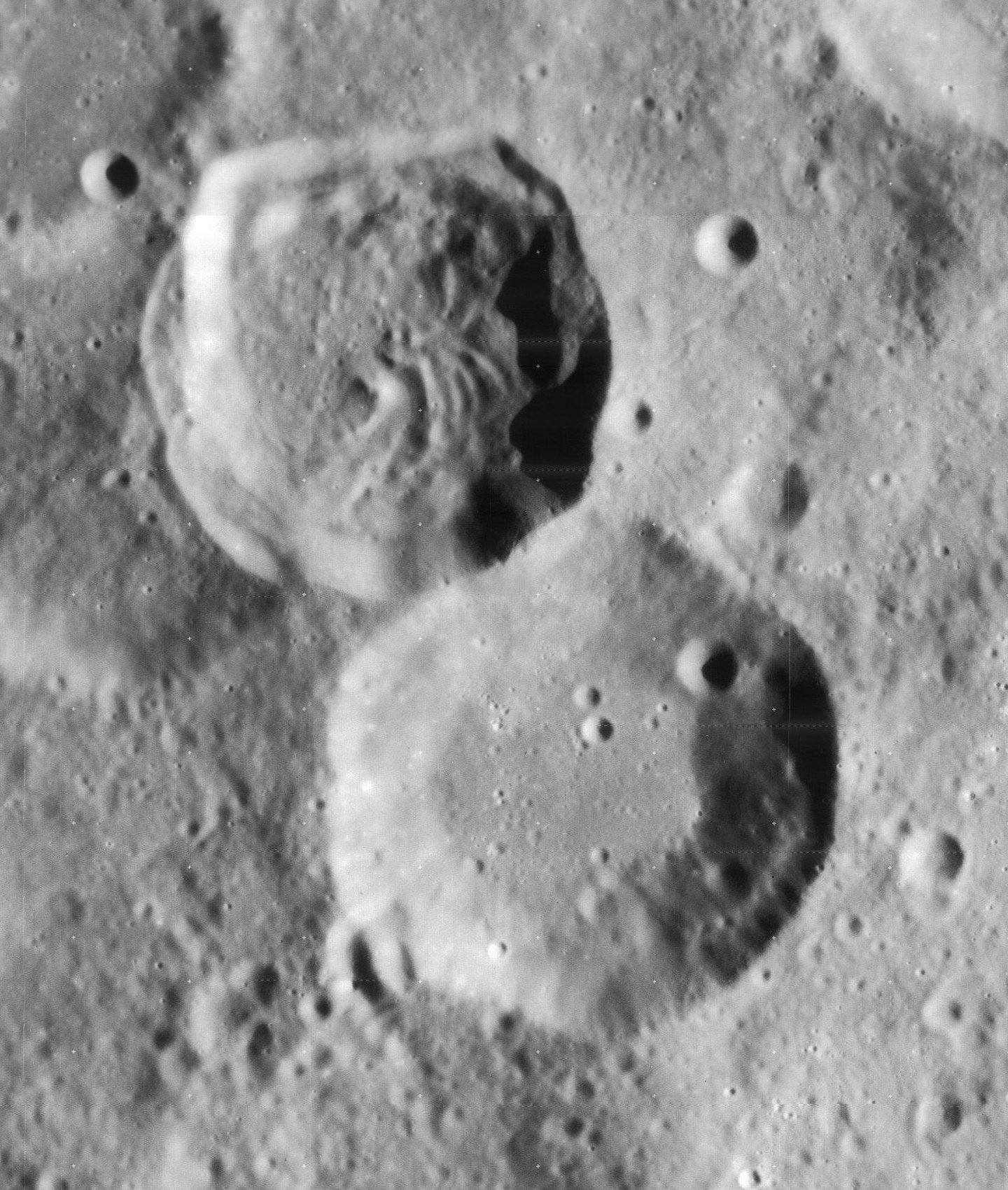

압드 알라흐만 알수피(페르시아어: عبدالرحمن صوفی, 903년 12월 7일 ~ 986년 5월 25일)는 페르시아계 무슬림 천문학자이다. 압드 알라흐만 아부 알후사인, 압둘 라흐만 수피, 압두라흐만 수피 등의 이름이 있으며, 서양에는 아조피(Azophi)라는 이름으로 알려졌다. 월면 크레이터 아조피와 소행성 12621 알수피가 그의 이름이 붙은 것이다. 알수피는 964년 유명한 《붙박이별의 서》를 출판했다.